# EXPAL BRFF 250
EXPAL BRFF 250 – hiszpańska bomba odłamkowa wagomiaru 250 kg wyposażona w spadochron hamujący. Bomba ma kutą głowicę i tłoczony korpus. Rolę odłamków pełnią stalowe kulki otaczające ładunek materiału wybuchowego.